# Ann Liová
Ann Liová (* 26. června 2000 King of Prussia, Pensylvánie) je americká profesionální tenistka čínského původu. Ve své dosavadní kariéře na okruhu WTA Tour vyhrála jeden turnaj. V rámci okruhu ITF získala tři tituly ve dvouhře.
Na žebříčku WTA byla ve dvouhře nejvýše klasifikována v lednu 2022 na 44. místě a ve čtyřhře v lednu 2020 na 369. místě. Trénuje ji Henner Nehles. Žije a připravuje se v Atlantě. Dříve trénovala v centru Amerického tenisového svazu v Orlandu.
Pochází ze sportovní rodiny. Její otec hrál na vysoké škole fotbal a matka se věnovala běhu. V juniorském tenise si zahrála finále Wimbledonu 2017, v němž nestačila na třetí nasazenou krajanku také s čínskými kořeny, Claire Liuovou, po třísetovém průběhu.

## Tenisová kariéra
V rámci hlavních soutěží událostí okruhu ITF debutovala v červnu 2016, když nastoupila do čtyřhry turnaje v delawarském Bethany Beach s dotací 10 tisíc dolarů obdržela divokou kartu. S Kanaďankou Maureen Drakeovou, o 29 let starší, však vypadly v úvodním kole. Premiérový singlový titul v této úrovni tenisu vybojovala během července 2017 na indianském turnaji v Evansville s rozpočtem 15 tisíc dolarů. Ve finále přehrála Mexičanku Marcelu Zacariasovou ze šesté světové stovky.

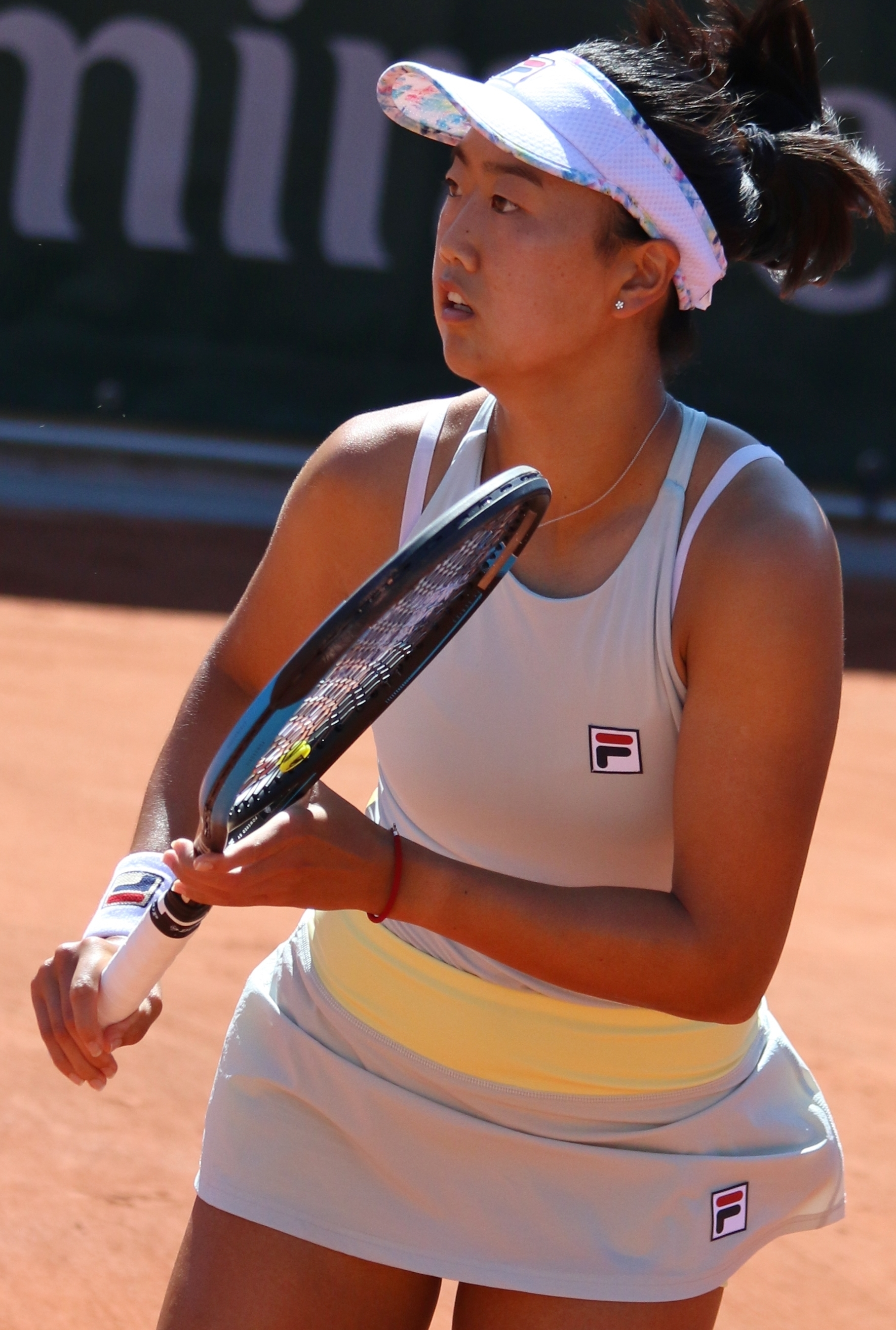
Během French Open 2021

Debut v hlavní soutěži nejvyšší grandslamové kategorie zaznamenala v ženské čtyřhře US Open 2019, do níž obdržela s krajankou Francescou Di Lorenzovou divokou kartu. V první fázi je deklasovaly Slovinka Dalila Jakupovićová s Američankou Sabrinou Santamariovou. Jednalo se zároveň o její první turnaj na okruhu WTA Tour.
První grandslamovou dvouhru odehrála na lednovém Australian Open 2020 po zvládnuté tříkolové kvalifikaci, v níž na její raketě postupně dohrály Egypťanka Majar Šarífová, Belgičanka Yanina Wickmayerová a nejvýše nasazená Rumunka Ana Bogdanová z konce první světové stovky. V úvodním kole dvouhry přehrála Australanku hrající na divokou kartu Lizette Cabrerovou. Poté však uhrála jen čtyři gemy na patnáctou ženu klasifikace a pozdější vítězku Sofii Keninovou. Po obnovení sezóny po koronavirové přestávce prošla kvalifikačním sítem do hlavní soutěže srpnového Western & Southern Open 2020. V prvním kole cincinnatské dvouhry ji vyřadila světová šestadvacítka Karolína Muchová ve dvou sadách. Na navazujícím US Open 2020 se přes třináctou nasazenou krajanku Alison Riskeovou probojovala do třetího kola. Stejnou fázi si zahrála i na Australian Open 2021, kde ji stopku vystavila sedmá nasazená Běloruska Aryna Sabalenková.
Premiérovou trofej v rámci túry WTA si odvezla z úvodního ročníku Tenerife Ladies Open 2021. Přes Francouzku Alizé Cornetovou hladce postoupila do finále, v němž zdolala Kolumbijku Camilu Osoriovou po dvousetovém průběhu.

## Finále na okruhu WTA Tour

### Dvouhra: 3 (1–1)
| Legenda            |
| ------------------ |
| Grand Slam (0)     |
| Turnaj mistryň (0) |
| WTA 1000 (0)       |
| WTA 500 (0)        |
| WTA 250 (1–1)      |

| Stav       | č. | datum         | turnaj               | kategorie | povrch | soupeřka ve finále | výsledek |
| ---------- | -- | ------------- | -------------------- | --------- | ------ | ------------------ | -------- |
| Finalistka | —  | únor 2021     | Melbourne, Austrálie | WTA 500   | tvrdý  | Anett Kontaveitová | nehráno  |
| Vítězka    | 1. | říjen 2021    | Tenerife, Španělsko  | WTA 250   | tvrdý  | Camila Osoriová    | 6–1, 6–4 |
| Finalistka | 1. | listopad 2024 | Mérida, Mexiko       | WTA 250   | tvrdý  | Zeynep Sönmezová   | 2–6, 1–6 |

Vysvětlivky
1. ↑  Pro časový skluz související s pandemií sovidu-19 a začínajícím Australian Open se organizátoři rozhodli finále neodehrát. Obě finalistky obdržely body pro poraženou finalistku v kategorii WTA 500.'"`UNIQ--ref-0000001B-QINU`"'

## Finále série WTA 125

### Dvouhra: 2 (1–1)
| Legenda       |
| ------------- |
| WTA 125 (1–1) |

| Stav       | č. | datum         | turnaj              | povrch | soupeřka ve finále  | výsledek |
| ---------- | -- | ------------- | ------------------- | ------ | ------------------- | -------- |
| Vítězka    | 1. | červen 2024   | Valencie, Španělsko | antuka | Viktorija Tomovová  | 6–3, 6–4 |
| Finalistka | 1. | červenec 2024 | Båstad, Švédsko     | antuka | Martina Trevisanová | 2–6, 2–6 |

## Tituly na okruhu ITF
| Turnaje okruhu ITF | Turnaje okruhu ITF |
| ------------------ | ------------------ |
| Turnaje W100       | Turnaje W80        |
| Turnaje W75/W60    | Turnaje W50        |
| Turnaje W35/W25    | Turnaje W15/W10    |

### Dvouhra (3 tituly)
| č. | datum         | turnaj                    | kategorie | povrch | soupeřka ve finále      | výsledek      |
| -- | ------------- | ------------------------- | --------- | ------ | ----------------------- | ------------- |
| 1. | červenec 2017 | Evansville, Spojené státy | W15       | tvrdý  | Marcela Zacariasová     | 4–6, 6–4, 6–3 |
| 2. | duben 2019    | Osprey, Spojené státy     | W25       | antuka | Usue Maitane Arconadová | 6–3, 7–5      |
| 3. | říjen 2020    | Tyler, Spojené státy      | W80       | tvrdý  | Marta Kosťuková         | 7–5, 1–6, 6–3 |

## Finále na juniorském Grand Slamu

### Dvouhra: 1 (0–1)
| Stav       | rok  | turnaj    | povrch | soupeřka ve finále | výsledek      |
| ---------- | ---- | --------- | ------ | ------------------ | ------------- |
| Finalistka | 2017 | Wimbledon | tráva  | Claire Liuová      | 2–6, 7–5, 2–6 |